# Флаг Американского Самоа
Флаг Американского Само́а (США) принят 24 апреля 1960 года. Флаг разработан Институтом геральдики Армии США.

## Описание и символика
Флаг Американского Самоа представляет собой прямоугольное полотнище, разделённое на три треугольника. Основание белого равнобедренного треугольника совпадает с правой стороной флага. Гипотенузы двух синих прямоугольных треугольников, обрамлённые красной каймой, совпадают со сторонами равнобедренного треугольника. В равнобедренном треугольнике находится изображение белоголового орлана (национального символа США, присутствующего на Большой печати), держащего лапами фуэ (мухобойку), символизирующую мудрость традиционных самоанских вождей, и уатоги (военную дубину), символизирующую власть государства. Вместе фуэ и уатоги символизируют мир и порядок под контролем США.
Красный, белый и синий цвета являются традиционными для Самоа и США цветами.

## Исторические флаги
На Самоа отсутствовали какие-либо флаги до появления на архипелаге в начале XVIII века европейцев. Впоследствии принятый флаг имел сложную структуру и был плохо задокументирован. В 1899 году Самоа было разделено на части между Британией, Германией и США. 27 апреля 1900 года в Американском Самоа в качестве официального флага был принят флаг США. 27 апреля 1960 года был официально принят современный вариант флага.